# Tvååker
Tvååker est un village en Halland, Suède. Le village a une population de 3 742. Le village est connu pour l'athlète Sven Nylander.